# Padule
Padule is een plaats (frazione) in de Italiaanse gemeente Sesto Fiorentino.